# Hishults socken
Hishults socken i Halland ingick i Höks härad (före 1949 även delar i Norra Åsbo härad i Skåne), ingår sedan 1974 i Laholms kommun i Hallands län och motsvarar från 2016 Hishults distrikt. 
Socknens areal var före 1949 98,38 kvadratkilometer, varav 94,55 land. Efter 1949 var socknens areal 90,83 km², varav 87,02 km² land. År 2000 fanns här 1 099 invånare. Tätorten  Hishult med sockenkyrkan Hishults kyrka ligger i socknen. 

## Administrativ historik
Hishults socken har medeltida ursprung. Hishult var under dansk tid ett eget län, som bland annat omfattade delar av nordligaste Skåne.
Före 1927 och 1949 hörde delar (755 hektar) av socknen till Norra Åsbo härad i Kristianstads län, varav en del låg i jordeboken för Skånes-Fagerhults socken (Smedhult) och den andra i jordeboken för Örkelljunga socken (Boalt och Långalt). Den 1 januari 1927 (enligt beslut den 12 mars 1926) överfördes till Skånes-Fagerhults socken Smedhult nr 7-10. Den 1 januari 1949 (enligt beslut den 21 november 1947) överflyttades Långalt nr 5-6 (tidigare nr 1-4) från Örkelljunga sockens jordebok och Hishults socken, kommun och församling till Skånes-Fagerhult. Samtidigt överflyttades Boalt nr 10-11 (tidigare nr 5-8) från Hishults socken, kommun och församling till Örkelljunga socken, kommun och församling.
Vid kommunreformen 1862 övergick socknens ansvar för de kyrkliga frågorna till Hishults församling och för de borgerliga frågorna till Hishults landskommun.  Landskommunen uppgick 1974 i Laholms kommun.
1 januari 2016 inrättades distriktet Hishult, med samma omfattning som församlingen hade 1999/2000.
Socknen har tillhört fögderier och domsagor enligt Höks härad. De indelta båtsmännen tillhörde Södra Hallands första båtsmanskompani.

## Geografi och natur
Hishults socken ligger sydost om Laholm kring Smedjeån. Socknen är mossrik, höglänt skogsbygd. De största insjöarna är Store sjö som delas med Markaryds socken i Markaryds kommun och Skånes-Fagerhults socken i Örkelljunga kommun samt Oxhultasjön som delas med Våxtorps socken i Laholms kommun.
Det finns två naturreservat i socknen. Ingvarsbygget och Oxhult är båda kommunala naturreservat. 
I Kornhult, 5 km från Hishult, ligger Kvarnen Kornhult. En kvarn för malning av korn till djurfoder. Där finns restaurang, kafé, galleri och där arrangeras live-musikkvällar under sommaren.

## Fornlämningar
Från stenåldern finns boplatser och från bronsåldern ett gravröse.

## Namnet
Namnet (1475 Izhwitte) kommer från kyrkbyn. Förleden bör antingen idhe, bestånd av Idegran eller hidhe, 'ide, lya'. Efterleden är  hult, 'skogsdunge, liten skog.

## Befolkningsutveckling
| Befolkningsutvecklingen i Hishults socken 1750–1990                                                     | Befolkningsutvecklingen i Hishults socken 1750–1990 | Befolkningsutvecklingen i Hishults socken 1750–1990 | Befolkningsutvecklingen i Hishults socken 1750–1990 | Befolkningsutvecklingen i Hishults socken 1750–1990 |
| --- | --------------------------------------------------- | --------------------------------------------------- | --------------------------------------------------- | --------------------------------------------------- |
| |                                                     |                                                     |                                                     |                                                     |
| År |                                                     |                                                     | Folkmängd                                           |                                                     |
| 1750 | 1750                                                |                                                     | 845                                                 |                                                     |
| 1760 | 1760                                                |                                                     | 868                                                 |                                                     |
| 1769 | 1769                                                |                                                     | 926                                                 |                                                     |
| 1790 | 1790                                                |                                                     | 874                                                 |                                                     |
| 1800 | 1800                                                |                                                     | 867                                                 |                                                     |
| 1810 | 1810                                                |                                                     | 886                                                 |                                                     |
| 1820 | 1820                                                |                                                     | 1 059                                               |                                                     |
| 1830 | 1830                                                |                                                     | 1 238                                               |                                                     |
| 1840 | 1840                                                |                                                     | 1 245                                               |                                                     |
| 1850 | 1850                                                |                                                     | 1 404                                               |                                                     |
| 1860 | 1860                                                |                                                     | 1 757                                               |                                                     |
| 1870 | 1870                                                |                                                     | 1 906                                               |                                                     |
| 1880 | 1880                                                |                                                     | 2 117                                               |                                                     |
| 1890 | 1890                                                |                                                     | 2 124                                               |                                                     |
| 1900 | 1900                                                |                                                     | 1 980                                               |                                                     |
| 1910 | 1910                                                |                                                     | 1 939                                               |                                                     |
| 1920 | 1920                                                |                                                     | 2 097                                               |                                                     |
| 1930 | 1930                                                |                                                     | 2 022                                               |                                                     |
| 1940 | 1940                                                |                                                     | 1 973                                               |                                                     |
| 1950 | 1950                                                |                                                     | 1 789                                               |                                                     |
| 1960 | 1960                                                |                                                     | 1 615                                               |                                                     |
| 1970 | 1970                                                |                                                     | 1 432                                               |                                                     |
| 1980 | 1980                                                |                                                     | 1 306                                               |                                                     |
| 1990 | 1990                                                |                                                     | 1 243                                               |                                                     |
| Anm: Källor: Umeå universitet - Tabellverket 1749-1859, Demografiska databasen, CEDAR, Umeå universitet |                                                     |                                                     |                                                     |                                                     |